# Spassk-Dalnyy (huyện)
Huyện Spassk-Dalnyy (tiếng Nga: ? райо́н) là một huyện hành chính tự quản (raion), của Vùng Primorsky, Nga. Huyện có diện tích 1150 km², dân số thời điểm ngày 1 tháng 1 năm 2000 là 56400 người. Trung tâm của huyện đóng ở Spassk-Dal'nyy.